# Джалалуддин ас-Суюти
Джалалудди́н Абу́ль-Фадль Абдуррахма́н ибн Абу́ Бакр ас-Сую́ти, известен как Джалалудди́н ас-Сую́ти (араб. جلال الدين السيوطي‎; 1445, Каир — 1505, Асьют) — исламский богослов, по мнению учёных-историков, один из наиболее плодовитых авторов не только мамлюкской, но и возможно всей арабо-мусульманской литературы в целом. Некоторые авторы описывающие биографию ас-Суюти приводят более 600 названий его сочинений. Самыми популярными его сочинениями являются «Тафсир аль-Джалалайн» и «аль-Иткан фи улум аль-Куръан».

## Биография
Его полное имя: Абуль-Фадль Абдуррахман ибн Абу Бакр ибн Мухаммад аль-Худайри ас-Суюти. Он родился в 1445 году в ас-Суюте (Асьют) в семье известного каирского законоведа шафиитского мазхаба Камалуддина ас-Суюти (ум.  1451).Предки ас-Суюти были тюркскими воинами получившими земельные наделы и осевшими в Ираке после овладения Багдадом войсками Сельджуков. В мамлюкский период семья ас-Суюти была приглашена в  Египет  родственниками занимающими влиятельные посты в мамлюкской администрации.
По мнению историков отец Джалаллуддина был известен за пределами Египта, когда-то ему предложили пост судьи Мекки, но он отказался. В возрасте шести лет, после смерти отца, опекуном мальчика становится шейх Камалуддин ибн аль-Хуммам.
В восемь лет юный ас-Суюти выучил наизусть Коран, после чего он выучил «Умда аль-ахкам» Ибн Дакик аль-Ида, «Минхаж» имама ан-Навави, «Аль-Усул» имама аль-Байдави и «Алфийу» имама Ибн Малика. Фикх и грамматику ему преподавали несколько ученых, а науку о дележе наследства (мирас) — шейх Шихабаддин аш-Шармасахи. В 17 лет ас-Суюти получает разрешение (иджазу) на преподавание арабского языка и в том же году он написал своё первое сочинение «Толкование смысла истиазы и басмалы». В 27 лет он получил иджазу на преподавание и вынесение фетв. В поисках знаний он побывал в городах Шама, Хиджаза, Йемена, Восточной Африки и Индии.
В последний период своей жизни ас-Суюти уже не выходил из дома. Он умер на 61-м году жизни утром в пятницу 17 октября 1505 года. Похоронную молитву (джаназа-намаз) провёл его ученик аль-Ашари в мечети имени шейха Ахмада аль-Абарики. Кроме этого, джаназа-намаз совершили во всех мечетях Египта и большой Омейядской мечети Дамаска.

## Труды
В 866 году ас-Суюти начал писать собственные сочинения и в течение 12 лет он составил около 300 книг, не считая те из них, которые он уничтожил. Наиболее известные и значимые труды имама ас-Суюти:
- «Ад-Дурул мансур фи тафсир ал-ма’сур»[англ.]
- «Аль-Иткан фи ‘Улум аль-Кур’ан» (ISBN 9781859642412)
- «Альфийя аль хадис»
- «Тадриб ар-рави»
- «Джами ас-сагир»[англ.]
- «Тафсир аль-Джалалайн» (от суры аль-Бакара до суры аль-Исра)
- «Асбаб ан-нузул»
- «Ал-Ашбах ва ан-наза’ир».

Тафсир аль-Джалалайн — это толкование Священного Корана написанное двумя авторами Джалалуддин ал-Махалли и Джаалуддин ас-Суюти, преподавателем, который не успел написать своё сочинение и его знаменитым учеником ас-Суюти, который как говорят закончил написание тафсира за 40 дней. Тафсир включает в себя толкование непонятных слов, причины ниспослания аятов и сур Священного Корана (сабаб нузул), виды чтения (кираат) и приведены некоторые полезные хадисы (в основном от Абдуллаха ибн Аббаса).

## Цитаты
- Ибн аль-Имад[англ.] : «Еще при жизни ас-Суюти большая часть его произведений стала широко известна равным образом на Западе и на Востоке. Величайшим знамением (Аллаха) была быстрота, с которой он писал книги».
- Ад-Давуди: «Я был свидетелем того, как в один из дней шейх составил и отредактировал три тетради (курраса). Вдобавок ко всему в этот день он диктовал хадисы (своим ученикам) и великолепно отвечал на вопросы своего оппонента. Он был самым крупным знатоком хадисов и посвященной им науки (фунун аль-хадис) среди своих современников. Не было никого, кто превосходил бы его в знании передатчиков хадисов, а также малопонятных слов и выражений (гариб), которые в них встречаются. Он владел самым полным знанием о содержании хадисов (матн) и цепи их передатчиков (санад), и лучше всех умел выводить на их основе правовые положения (хукм). Однажды он сказал, что знает наизусть 200 тысяч хадисов, добавив: „А если бы я обнаружил большее количество (хадисов), то непременно запомнил бы и их. Возможно, не осталось сейчас хадисов, которые были бы мне не знакомы“».
- Нажмуддин аль-Гиззи: «Достигнув возраста сорока лет, имам отвернулся от мирской жизни и, порвав связь со всеми, уединился в поклонении Аллаху и не пускал к себе никого. Также он оставил преподавание и вынесение фетв (ифта). В уединении имам занялся редактированием своих трудов. Богачи и правители приходили к нему, желая посетить его. Они предлагали имаму своё имущество, однако он отвергал его. Он предупреждал представителя султана, чтобы ему не приносили подарков, говоря: „Всевышний Аллах избавил нас от подобного“. Ас-Суюти обходил стороной дворец султана и дома других вельмож. Несколько раз его звали посетить их, однако имам не явился на приглашение»[2].